# Revolución haitiana
La Revolución haitiana (1791-1804) fue un movimiento revolucionario en las colonias francesas que resultó en la abolición de la esclavitud en la colonia francesa de Saint-Domingue y la proclamación del Primer Imperio de Haití. 
Este proceso tuvo lugar tras la guerra de Independencia de los Estados Unidos y precedió a los movimientos independentistas de Hispanoamérica.  Napoleón Bonaparte como consecuencia de la pérdida de Haití, procedió a venta de la Luisiana a los Estados Unidos de América.
Saint-Domingue pasó de ser una colonia regida por un sistema de castas, donde la explotación de la mano esclava la había convertido en la posesión francesa más rica de su tiempo, a ser el lugar donde se produjo la única rebelión de esclavos exitosa de la historia, además de ser una de las revoluciones más radicales. No obstante, a lo largo de su desarrollo histórico, Haití ha enfrentado profundas crisis políticas, económicas y sociales, lo que lo ha llevado a convertirse en el país más pobre de América Latina.

## Antecedentes

### Sistema de plantaciones

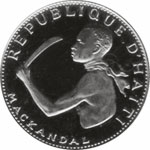
Mackandal en moneda de 20 gourde de 1968.

La riqueza de la caña de azúcar gracias a la esclavitud de los franceses en las Antillas produjo una mayor competencia entre las potencias europeas por la posesión de las islas. En 1606 los españoles abandonan la mitad occidental de La Española, permitiendo que veinte años más tarde comenzara la colonización francesa en la Tortuga. La concentración en el lado occidental se debió a los constantes ataques de piratas en el noroeste. Los galos estaban dirigidos por François Levasseur, quien fue muerto por sus hombres, deseosos de no quedar bajo el control parisino, habría que esperar hasta la expedición de Bertrand d’Ogeron para que los forajidos se sometieran. Durante los años 1660 sus asentamientos se expanden por la costa occidental mientras los ingleses en 1655 conquistan Jamaica; el poderío español en el mar Caribe se reduce a Cuba, Puerto Rico y Santo Domingo, todos territorios poco poblados y desarrollados. La colonia de boucaniers, «bucaneros», comenzó con una economía de subsistencia basada en la producción de café y añil a manos de los engagés, sirvientes blancos que seguían a sus patrones a la isla o presos que hacían trabajos forzados. Estos engagés quedaban libres a los tres años de servicio y convivieron cotidianamente con los primeros negros traídos por los économe, especialistas en la trata de esclavos. Sin embargo, en esas primeras etapas la principal razón de la existencia de la colonia eran los flibuste, filibusteros, que atacaban el comercio español: su botín financió las primeras haciendas. El 1680 el ministro Jean-Baptiste Colbert elevó los aranceles al tabaco, principal producto de la isla. La mayoría de los propietarios quebraron y vendieron sus tierras, unos pocos las compraron y empezaron a producir azúcar, añil, algodón y café.
Todo el siglo XVIII existió un próspero comercio transoceánico en todo el Caribe que ni las guerras, ni la piratería, ni los desastres naturales pudieron detener. Después del primer tercio de la centuria se expandió un sistema de riego desarrollado en Francia, permitiendo que las plantaciones en Jamaica y Saint-Domingue pasaran de la pequeña producción local (rara vez superior a los cincuenta esclavos, como en Brasil, Martinique o Barbados) a grandes haciendas (con cientos de trabajadores). En consecuencia, tanto la riqueza de los amos como la población de esclavos aumentó.

### Cimarronaje
Naturalmente, algunos esclavos huyeron a las selvas y montañas y se volvieron «cimarrones», marron. Cerca de un quinto eran mujeres. Podían vivir solos, en pequeños grupos y hasta en grandes poblados.  Algunos huían para evitar un castigo y volvían cuando se les prometía el perdón, otros lo hacían conscientemente para ser libres. Usualmente se llevaban poca ropa y comida para ir ligeros, armas blancas y si podían una mula, caballo o canoa. Desconocían cómo les iría pero trataban de buscar a los pueblos de esclavos en zonas montañosas y selváticas aisladas. La mayoría huían al lado español, en las montañas meridionales de Bahoruco, zona donde se habían establecido los taínos que huyeron de las encomiendas españolas, específicamente Plymouth y Maniel. Organizados en pequeñas bandas atacaban pueblos y haciendas, motivando expediciones de castigo y recaptura, las que se mostraron inútiles y en 1785 las autoridades decretaron una amnistía a los cimarrones y reconocieron su independencia. Por esa época el cimarronaje descendió en número. Este fenómeno tiene sus símiles con lo sucedido en las montañas Blue de Jamaica, en la Guayana Neerlandesa, los palenques de Nueva Granada, América Central, Nueva España y Cuba, los cumbe de Venezuela y los quilombos de Brasil.
El primer líder de peso de éstos fue François Mackandal (en), nacido hacia 1728 en África Occidental, fue capturado, importado y vendido al plantador Lenormand de Mezy a los doce años. En 1752 se fugó y gracias a su condición de houngan, «sacerdote vudú», se volvió un gran cabecilla. Fue capturado y quemado en la hoguera en Le Cap el 20 de enero de 1758. Los hougan dirigían las ceremonias de sacrificios de animales para obtener sangre asistidos por los hounsi, sus sirvientes. Aunque por ley todos los esclavos debían ser bautizados, la nula formación llevaba a un fuerte sincretismo religioso. Aunque las leyes también mandaban a los amos a dar cristiana sepultura a los africanos, la mala vigilancia o complacencia de los amos permitía a los negros realizar ceremonias animistas. El vudú era una forma de resistencia, con redes por toda la colonia y con cientos de sacerdotes.
Otras formas de resistir a la esclavitud (y perjudicar a sus amos) eran el suicidio y el infanticidio, pero solo reforzaban la visión negativa que los blancos tenía de los negros, seres destinados a la autodestrucción si carecían de amos.

### Saint-Domingue en 1789

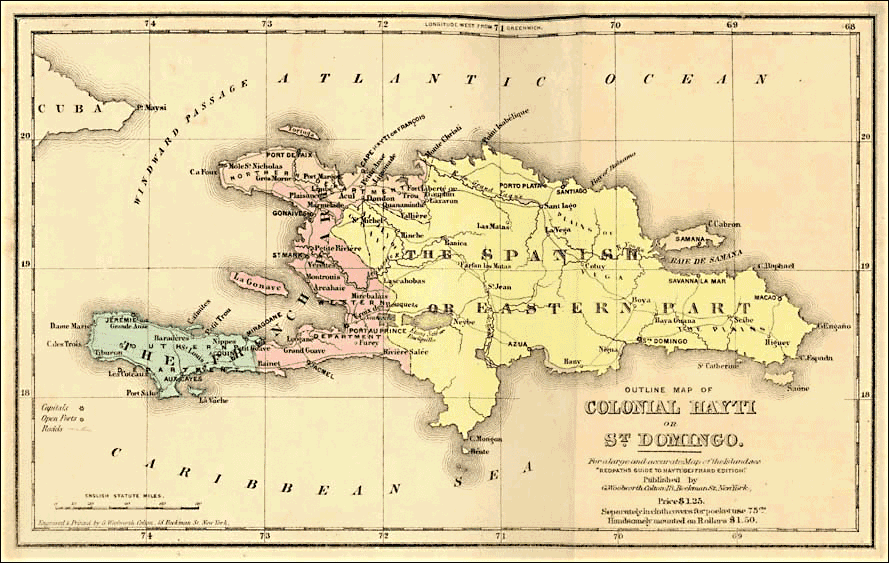
La Española después del Tratado de Aranjuez de 1777. En amarillo el Este español, en naranja el departamento Norte, el rosado el Oeste y en verde el Sur.

A finales de siglo las colonias francesas del Caribe producían un tercio de los ingresos galos. La principal era Saint-Domingue por producir dos tercios del azúcar del mundo, 140 millones de libras en ese producto cada año. Había 789 plantaciones de algodón, 3.100 de café, 3.100 de índigo (añil), 673 de víveres y casi 800 ingenios de azúcar.
Su población estaba clasificada en castas: en la cúspide estaban los blancs, «blancos» europeos y criollos; más abajo los gens de couleur, «gentes de color» (también llamados affranchis o «libertos», blanchet o «muletón», y faux blanc, «falsos blancos»), es decir, los noirs, «negros», y mulâtres, «mulatos», manumisos; en último lugar estaban los esclaves, «esclavos». Los primeros se dividían en grands blancs o blancs-blancs, «grandes blancos» o «blancos-blancos», nobles terratenientes y ricos burgueses, y los petits blancs, «pequeños blancos», propietarios medianos y pequeños y trabajadores. Los segundos eran artesanos, capataces o empleados domésticos de los grandes blancos. La mayoría de los burócratas, ricos burgueses y pequeños blancos vivían en las ciudades costeras, mientras que los administradores de plantaciones en campo. Sin embargo, las diferencias sociales no eran tan importantes como las raciales, los blancos actuaban en bloque para enfrentar a los libres de color. Los libertos gozaban de leyes que les permitían vestir algunas prendas, habitar ciertos lugares o acceder a cargos públicos que estaban prohibidos a los esclavos, además, competían con los pequeños blancos por las posibilidades de ascenso social. Muchas de las milicias se constituían de libres de color entre 15 y 55 años deseosos de trabajo estable y respeto en la sociedad. Eran los blanc-soldat o négre-blanc. También se constituyeron en 1707 los maréchaussée, cuerpos militares de libertos con la única misión de perseguir a los cimarrones. A finales del siglo de las Luces la mayoría de los dueños de las grandes plantaciones no vivían en la isla, aunque viajaban constantemente a inspeccionarlas, en su lugar las dirigían los procureur, que asumían todos sus poderes y deberes a cambio de un alto salario y estaban dispuestos a todo por mantener alta la producción. Solamente los criollos vivían en el campo de Saint-Domingue. Cada vez más franceses viajaban a la colonia para conseguir algún buen empleo, hacer fortuna y volver a Francia. Estos grandes blancos eran dos tercios de los europeos y eran dueños de tres cuartos de las plantaciones y esclavos. Los pequeños blancos eran el tercio restante. Cerca de un cuarto de las propiedades estaban concentradas en manos de libertos, algunos especialmente ricos, pero en desventaja por el sistema de castas.
La población servil decuplicaba a los blancos y constituían la mitad del millón de esclavos antillanos. Dos tercios eran africanos importados, llamados bozales y considerados menos sumisos y que sufrían las peores condiciones de vida. Solo un tercio habían nacido en la isla y nunca habían experimentado la libertad. Esto se debía a que la tasa de mortalidad excedía a la de natalidad entre los esclavos, declinando su población entre un 2 y 5% anual por la dureza del trabajo, mala alimentación, poco abrigo, nula atención médica y exceso de población masculina (la falta de mujeres hacia descender la natalidad). La esperanza de vida en promedio no pasaba los quince años para los nacidos ahí y era menor para los recién llegados. La mayoría de los negros eran hombres entre 17 y 35 años. Sólo la importanción constante podía permitir a las haciendas producir. Los esclavos se organizaban en ateliers, grupos de trabajo. Primero salían las mujeres y hombres más fuertes a realizar los trabajos más duros a pleno sol: cortar árboles, extraer rocas, plantar cafetales, cortar las cañas de azúcar y construir diques y canales. Los turnos duraban veinte horas, de noche iban directamente a dormir en las cases a negras. Estos esclavos tenían el beneficio de una mayor ración de comida y tafia. Operaban bajo la permanente supervisión de un empleado o capataz, generalmente blanco, el maitre sucrier, algunas veces era un negro (incluso esclavo) pero esto llevaba a fricciones con el commandeur, jefe del grupo de esclavos encargado de respetar los ritmos de trabajo (muchos de ellos fueron los dirigentes de la rebelión). Se prohibía el trabajo en los días fastos. Los negros hablaban kreyòl.
Un símbolo de riqueza en esa sociedad era la posesión de gran número de esclavos domésticos. Estos continuían los negres a talent, encargados del interior de la grande case (vivienda del amo), fabricar artesanías y cuidar animales. Las mujeres hacían los mismos trabajos que los hombres, salvo que el embarazo avanzado lo impidiera.
Saint-Domingue se dividía en tres provincias o departamentos: Norte, Oeste y Sur. La primera contaba con el rico puerto de Le Cap o Cap-Français, el «París del Caribe», donde vivía una importante población liberta entre la que estaban varios líderes revolucionarios. Su población era de 6.000 blancs, 9.000 affranchis y 170.000 esclaves. Era una fértil planicie donde se concentraban la mayoría de las plantaciones y estaba separada del resto de la colonia por los montes Massif. También congregaba a la mayoría de los grandes blancos, siempre deseosos de mayor autonomía. La segunda provincia, el Oeste, empezó a prosperar después del traslado de la capital a Port-au-Prince en 1751, ciudad que contaba con una rica vida cultural y económica, además de fomentarse allí muchos vicios a ojos de la época (teatros, salones y burdeles), como en Le Cap. Ahí reside el gobernador general y el grueso de las tropas reales. La tercera estaba rezagada económicamente, contaba con una menor población y su geografía la mantenía apartada del resto de la colonia, aunque también le permitía a los numerosos libertos que la poblaban establecer un lucrativo contrabando con Jamaica. Al no haber muchas haciendas la tierra estaba vacante para los libertos y sus sueños de pequeñas propiedades. Su capital era Les Cayes o Aux Cayes.
| Casta                     | Población estimada Richardson, 1992 | Población estimada Louis, 1999 |
| ------------------------- | ----------------------------------- | ------------------------------ |
| Colonos blancos           | 30.000                              | 30.000-40.000                  |
| Libertos negros y mulatos | 28.000                              | 25.000-50.000                  |
| Esclavos negros           | 452.000                             | 465.000-510.000                |
| Total                     | 510.000                             | 520.000-600.000                |

El gobierno colonial lo dirigía un gobernador general ayudado por un intendente, ambos nombrados personalmente por el monarca y enfrentados frecuentemente con los terratenientes deseosos de mayor autonomía. El primero se encargaba de mantener la defensa externa y el orden interno y comandar las fuerzas militares, aunque podía intervenir en asuntos civiles, tales como la distribución de la tierra, la trata de esclavos y la contratación de funcionarios o presidir los Consejos Superiores, principales tribunales de justicia. El segundo se encargaba de la gestión pública, la hacienda y la justicia. Los hacendados también odiaban a los mercaderes por las leyes de monopolio comercial que les permitían vender sus productos sólo a ellos. Sin embargo, ese monopolio no había impedido el enriquecimiento para los terratenientes, comerciantes y las arcas estatales. La administración colonial era detestada por la mayoría de los blancos y libertos, esto propiciaría alianzas entre sí contra ella, usándose mutuamente para conseguir sus objetivos de casta.
Según las leyes de la época, los esclavos no podían casarse sin permiso del amo, portar armas, tener propiedades, participar de un juicio, etc. Si herían o mataban a su amo su castigo era una muerte lenta y dolorosa como la mutilación de miembros y la hoguera, pero si el propietario acababa con ellos debía pagar una multa. Para ofensas menores se utilizaba el látigo, cadenas, máscaras de hierro o collares de ahorque. Las pocas limitaciones al poder de los amos se debían a que se buscaba mejorar la producción y asegurar la reproducción de los esclavos, que estaban jurídicamente cosificados, lo que se veía como unas injustas interferencias por los blancos y las solían ignorar.

### Impacto de la revolución francesa
Los Estados Generales, cuerpo consultivo de la monarquía formado por los estamentos del reino, se constituyeron en Asamblea Nacional que inició un radical cambio político, jurídico y social. El 26 de agosto de 1789 se publica la Declaración de los derechos del hombre, que proclamaba a todos los hombres libres e iguales, entrando en conflicto con la situación de Saint-Domingue, obligando a decidir si este principio se extendía a toda la población de la colonia.
Los grandes blancos vieron la oportunidad de despojar a los funcionarios reales del control de la isla, abolir las regulaciones comerciales para acrecentar su riqueza e independizarse, pero cuando los esclavos se enteraron tomaron partido por los contrarrevolucionarios y británicos, temerosos que si había independencia quedarían completamente en manos de sus amos y su vida sería aún más dura. Sin embargo, durante los primeros dos años el conflicto se centró entre facciones de blancos independentistas, blancos leales a la metrópolis y libertos. Los negros quedaron al margen.
Los libres de color reclamaban en París la igualdad de derechos desde antes de la revolución. Liderados por Julien Raimond (fr) y Jacques-Vincent Ogé (en) se dirigieron ante la Asamblea Nacional y después a la Convención Nacional, consiguiendo la igualación legal para todos los hombres libres. Ogé volvió a la colonia en octubre de 1790 y consideró que esto contemplaba el derecho a votar pero el gobernador general, el vizconde de Blanchelande (fr), se negó a permitir a los libertos votar. El día 23 Ogé se alzó con ayuda de Jean-Baptiste Chavannes (fr) y formó una milicia de mulatos cerca de Le Cap. Las autoridades coloniales reaccionaron, y los alzados huyeron al territorio español pero los ibéricos se negaron a darles refugio y los entregaron el 20 de noviembre. Ogé fue ejecutado brutalmente el 6 de febrero y Chavannes el 23.
Una pequeña revuelta estalló el 24 de enero de 1791 en Port-Salut, cerca de Les Cayes. Los 200 rebeldes son rápidamente vencidos pero al mismo tiempo se organiza una guerrilla de mulatos al mando de André Rigaud. El 3 de marzo se produce un pequeño motín de los soldados negros en Port-au-Prince, animados por los 1000 radicales franceses traídos como refuerzos pedidos por el gobernador general; el movimiento es sofocado sin problemas nueve días después y los amotinados deportados.
El 15 de mayo la Asamblea Nacional decidió dar la igualdad política a los libertos, cuando las noticias llegaron a la isla el 8 de julio los blancos empezaron a tramar su reacción.

## Revolución

### Primera fase: 1789- 1791

#### Juramento de Bois Caïman
Tras varias semanas de organizarse en secreto, durante la noche del 14 y 15 de agosto de 1791, se realiza la ceremonia vudú de Bois Caïman, la cual es liderada por un esclavo de origen jamaicano y houngan Dutty Boukman. La reunión se lleva a cabo por lo menos frente a doscientos participantes, todos ellos siervos de la plantación de Lenormand de Mézy, cuando llegó una tormenta tropical (los relámpagos y los truenos se tomaron en ese momento como una señal de presagios auspiciosos) y asistido por la mambo, alta sacerdotisa vudú, Cécile Fatiman, él hace el siguiente juramento:

El Buen Señor que creó la Tierra, que nos da la luz desde lo alto, que soporta el océano y hace al trueno rugir. ¡Escuchar bien, todos ustedes! Este Dios, oculto en las nubes, nos observa. Él ve todo lo que el hombre blanco hace. El dios del hombre blanco lo llama a cometer crímenes; nuestro Dios sólo pide obras buenas de nosotros. ¡Pero este Dios que es bueno ordena venganza! Él dirigirá nuestras manos; Él nos ayudará. Tiren la imagen del dios de los blancos que tiene sed de nuestras lágrimas y escuchen a la voz de la libertad que habla en el corazón de todos nosotros.

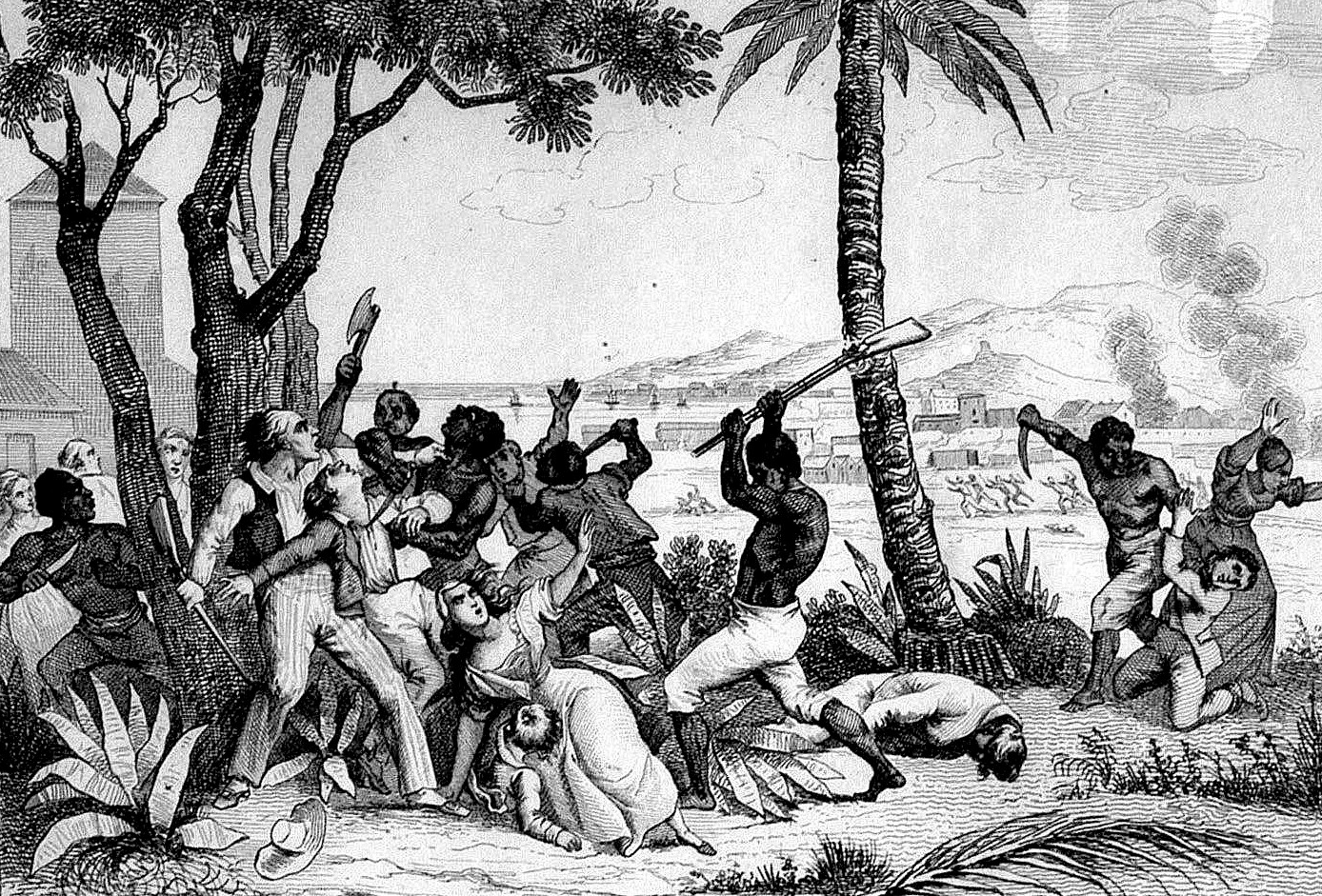
Incendio de una plantación en el Plaine du Cap en 1791, ilustración militar francesa de 1833.

Esa misma noche, los esclavos comenzaron a matar a sus amos y sumieron a la colonia en una total guerra civil. Se considera que los principales protagonistas que dieron la primera señal para que la revuelta comience fueron Dutty Boukman, el cual era un sumo sacerdote del vudú y líder de los esclavos cimarrones, y la mambo Cécile Fatiman durante la ceremonia religiosa de Bois Caïman en la noche del 14 de agosto.
Aunque los esclavos del distrito de Limbé se adelantaron, se sublevaron y pronto todo el estado de Chabaud estaba en llamas, la mayoría se apegó al plan y durante la noche del 21 y 22 de agosto otros jefes negros como Jeannot Bullet (en), Jean-François Papillon (en) y Georges Biassou empezaron a destruir las plantaciones Clément, Noé, Molines y Flaville y arrasaron el estado de Tremes. El 23 de agosto Bouckman marcha con 2000 rebeldes desde Acul hasta el distrito de Limbé, masacrando en su camino a todos los hacendados blancos, así como también a los negros que se mantenían leales a los blancos, procediendo luego a quemar sus propiedades. En la mañana del 24 de agosto Port-Margot es saqueada pero al día siguiente las milicias francesas logran reaccionar dispersando a los esclavos en Plaisance, los vencidos se retiran y atrincheran en Champagne Ravine. Entre el 30 y 31 de agosto Boukman, ya al mando de unos 15 000 negros, decide ingresar a la ciudad de Cabo Haitiano para atacar a varios refugiados blancos que encontraban ahí, pero la milicia de colonos, a la cabeza del gobernador general de Saint-Domingue, Philibert Blanchelande, se habían atrincherado y logran rechazar el asalto de Boukman.

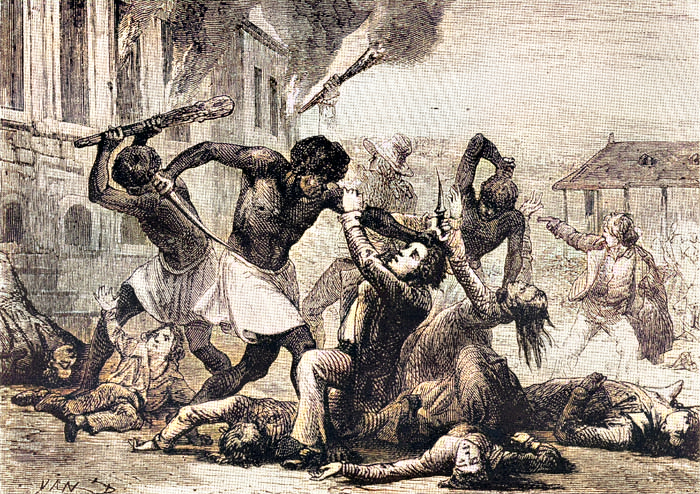
Esclavos negros asesinando a los colonos blancos de Saint-Domingue (actual Haití) durante la revolución haitiana de 1791.

El día 2 de ese mes estallan los primeros enfrentamientos en las montañas Charbonnière, donde la partida de mulatos de Rigaud, Louis-Jacques Beauvais, Pierre Pinchinat y Jean-Pierre Lambert se estaba concentrando. Una columna de colonos enviados desde Puerto Príncipe los atacó, pero fue vencida en Croix des Bouquets. El 29 llega a la capital el Centurion con armas para ayudar a las tropas coloniales. Pronto Beauvais, Pinchinat y 1500 guerrilleros se unieron a la guarnición de Puerto Príncipe después de negociar con las autoridades.

#### Daños materiales.
En unos diez días, los rebeldes habían tomado el control de toda la Provincia del Norte que estaba en llamas, en una revuelta de esclavos sin precedentes en la historia de Saint-Domingue. Se calcula que por lo menos unos 40.000 negros se habían sublevado de los 170.000 negros que vivían en la provincia, los cuales incendiaron por lo menos unos 200 ingenios azucareros y destruyeron unas 1200 plantaciones de café, pues el daño total infligido durante las siguientes dos semanas ascendió a unos 2 millones de francos de ese entonces, afectando de esa manera muy gravemente a la economía de la colonia francesa más rica de todo el continente americano durante esa época.

### Captura y muerte de Boukman

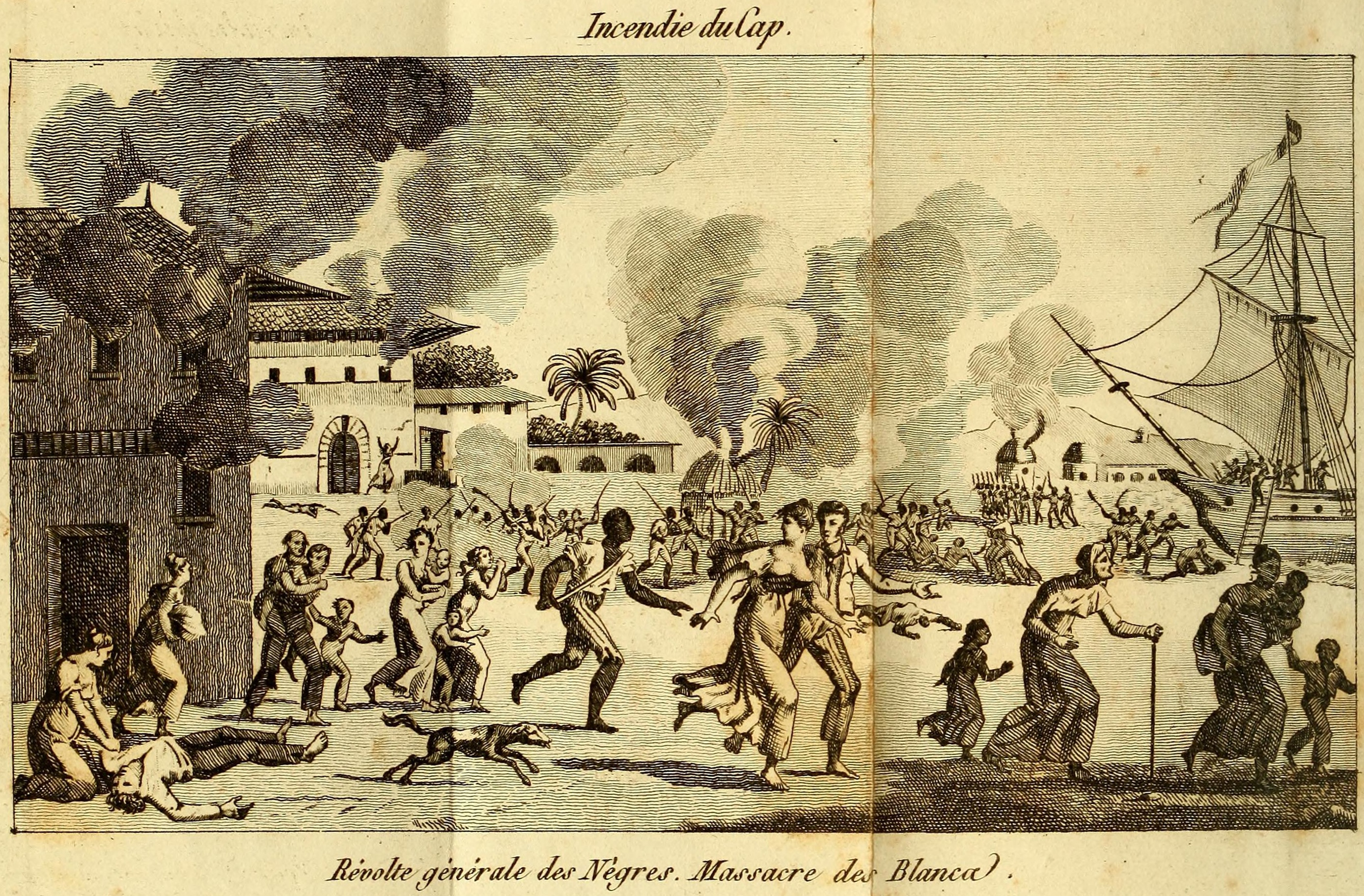
Las tropas negras lideradas por Dutty Boukmán realizaron masacres contra los hacendados blancos, incendiando las principales plantaciones de la rica colonia francesa de Saint-Domingue (actual Haití)

Los blancos mantuvieron el control de solo unos pocos campamentos fortificados aislados. Los esclavos buscaron vengarse de sus amos mediante "saqueos, violaciones a mujeres blancas, torturas, mutilaciones y muerte". Los largos años de opresión por parte de los hacendados de plantaciones habían dejado a muchos negros con un tremendo odio hacia todos los blancos, y la revuelta estuvo marcada desde un principio por una violencia extrema. Los amos blancos y sus amantes mulatas fueron arrastrados de sus camas para ser asesinados, y las cabezas de los niños franceses fueron colocadas en picas que luego fueron llevadas al frente de las columnas rebeldes como estandartes.
Por entonces, los blancos desarmaron a todos los libertos de la Jérémie y son obligados a abordar barcos que estaban en cuarentena por viruela, provocando la muerte de muchos de ellos (algo difícil de creer, ya que el periodo de incubación, manifestación de la enfermedad y matar significa semanas). En la capital, los prisioneros cimarrones son expulsados a la costa de los Mosquitos. Pero finalmente las tropas francesas del gobernador Philibert Blanchelande logran capturar al líder negro Dutty Boukman y lo decapitan, exhibiendo su cabeza en la ciudad de Cabo Haitiano como escarmiento a los demás negros.  

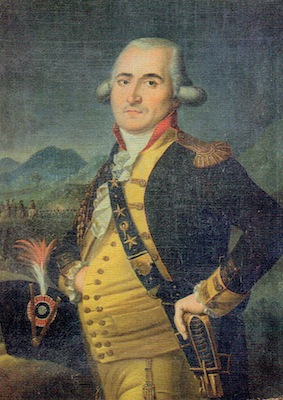
General francés Philibert Blanchelande (1735-1793) se encontraba ocupando el cargo de Gobernador de Saint-Domingue en el momento que estalló la revolución haitiana en 1791. Logró desbaratar el levantamiento de los esclavos y capturó al principal líder negro Dutty Boukman, al cual lo mandó a decapitar y colgar su cabeza en la plaza principal de la ciudad de Cap-Français (actual Cabo Haitiano) como escarmiento a los démas revoltosos.

### Continuación de la revolución
El 21 de noviembre estallan disturbios en la capital, siendo masacrados muchos libertos por los blancos revolucionarios, otros huyen y forman nuevas guerrillas. Frente a esa situación los británicos empezaron a apoyar a los monárquicos franceses (incluyendo varios libertos) contra los republicanos (que buscan unir fuerzas con los esclavos rebeldes) y los españoles esperaban que se debiliten mutuamente para después conquistar la provincia. El 29 llegan los comisionados civiles Frédéric Ignace de Mirbeck y Philippe-Rose Roume et d'Edmond de Saint-Léger e intentan negociar con los negros. La disciplina de las tropas coloniales se desvanece, en la capital el 11 de diciembre varias unidades de marineros se amotinan y casi arrestan a su almirante, el conde Grimoüard, de treinta ocho años. El almirante encontró la muerte sólo tres años después.
El 15 de enero de 1792 Papillon tomó Ouanaminthe. En la noche del 22 a 23 Biassou saqueaba Le Cap para robar las municiones. La cimarrona Romaine Rivière la Prophétesse, con 1300 seguidores, ocupa los territorios entre Jacmel y Léogâne entre noviembre de 1791 y marzo de 1792. Era descendiente de los kongos y basaba su poder en una mística religiosa que mezclaba tradiciones católicas marianas, africanas y telepatía. Murió en 1795.
El 4 de marzo la Asamblea Nacional ordena reconocer la igualdad política a los libertos, pero el general en jefe de las fuerzas francesas, el rico marqués de Caradeux, famoso por su crueldad, condiciona la igualdad para los mulatos a la exigencia de apoyarlo en la guerra. Con un ejército de libertos monárquicos lanza una ofensiva sobre la planicie de Cul de Sac, pero es vencido el 22 de marzo en Croix des Bouquets por 10.000 a 15.000 negros al mando del joven houngan Hyacinthe, de apenas veintidós años. Esto provoca revueltas en Mirebalais, Arcahaye, Petite Rivière, Verettes y Saint Marc.
Durante una visita a Le Platons, región montañosa en el suroeste de la colonia, el vizconde intenta negociar con los jefes rebeldes locales, Armand y Maréchal (o Martial), que mandan una banda de 2.000 mulatos. Sin embargo, el 29 de julio los insurgentes atacan la hacienda Bérault y la destruyen, poco después incursionan en Torbeck y suman cientos de voluntarios. En respuesta, el vizconde organiza tres columnas que avanzan sobre Le Platons, pero los rebeldes las emboscan por separado. El gobernador general debe retirarse cuatro días después a Les Cayes tras sufrir 200 bajas y perder dos cañones. El 10 toma un barco a Le Cap.

#### Llegada de Sonthonax
El 29 de abril de 1792 la Asamblea Nacional nombró comisionados civiles para la colonia a Léger-Félicité Sonthonax, Étienne Polverel y Jean Antoine Ailhaud. Estos llegaron a Le Cap el 18 de septiembre con 6.000 soldados. De inmediato buscaron calmar la situación e imponer la autoridad revolucionaria. Primero deportaron al anterior gobernador general (que será guillotinado en París poco después por monárquico), después negociaron el apoyo de los libertos y desterraron a todos los blancos que se negaban a reconocer la igualdad política de todos los hombres libres (muchos sospechosos de realistas). Sin embargo, se negaron a ceder a las demandas de los esclavos y la guerra continuó en el norte. El 21 de septiembre se proclama la Primera República Francesa.
El 9 de enero de 1793 el coronel republicano Olivier Harty, comandante en jefe de la provincia sur, con un ejército de 2.000 soldados del batallón Aube y milicianos libertos entrenados por Jean Kina ataca Le Platons con la intención de aniquilar a los rebeldes ahí ocultos. Unos tres mil guerrilleros de Armand y Maréchal logran retirarse a Macaya mientras centenares de mujeres, niños, heridos y ancianos que vivían en su campamento quedan atrás y son masacrados el día 13. Poco después Harty, nacido irlandés, fue enviado de vuelta a Francia y sometido a juicio, aunque fue reintegrado en 1795 al ejército revolucionario, alcanzará el grado de teniente general en 1815 y morirá en Estrasburgo en 1822.
El 21 de enero el rey Luis XVI de Francia es guillotinado y se inicia una guerra oficialmente contra británicos y españoles. Durante ese verano milicias hispanas se sumaran a las fuerzas de Papillon y Biassou en las campañas al norte de la isla. Al mismo tiempo, Hyancinthe anima a los cimarrones de Bahoruco a sumarse a la rebelión y atacar Fond Parisien, y a Jean Pineau a rebelarse en Cul-de-Sac, mientras los republicanos están ocupados en acabar con los blancos realistas. El 4 de abril, Sonthonax y Polverel zarpan desde Le Cap con media docena de barcos sobre Port-au-Prince contra el marqués de Borel, quien estaba organizando a los criollos monárquicos contra las reformas radicales de los republicanos y expulsado a los 2.000 soldados mulatos de la ciudad. El puerto fue bloqueado y el 12 de abril sus defensas fueron bombardeadas. Borel, sabiendo que la mayoría de sus 3.000 plazas eran negros poco fiables, huyó a Jamaica. Al día siguiente se negoció la rendición de la capital y los comisionados entraron victoriosos el 14. Durante las siguientes semanas más de un millar de monárquicos o sospechosos de serlo son arrestados y deportados, el resto huye. Además, los soldados mulatos son reorganizados en las légion de l'égalité, «legiones de la igualdad». Entre tanto, en el Santo Domingo español se publica la declaración de guerra contra los franceses y comienzan las preparaciones para una campaña en el norte de la isla.
La situación de Sonthonax y Polverel se hará crítica el 20 de junio, cuando los prisioneros políticos de Le Cap se sublevan y consiguen que 2.000 marineros se les unan en la captura del arsenal. Ambos comisionados debieron huir a la plantación Bréda, a las afueras de la ciudad al día siguiente, mientras que en las calles de la urbe se daban feroces combates donde miles de esclavos se vieron involucrados. Desesperados por controlar la situación, los comisionados decretan que se dará la libertad, ciudadanía francesa y plenos derechos políticos a todo esclavo que se una a las fuerzas republicanas. Gracias a esta medida, los 3.000 a 10.000 negros que el cimarrón Jean-Louis Pierrot tenía en las colinas alrededor de Le Cap (parte de la fuerza invasora hispano-rebelde) asaltaron el puerto el 22, quemándolo por completo. Cinco días más tarde los comisionados volvieron pero la mayoría de los negros seguían escépticos frente a su promesa. Aunque muchos líderes rebeldes empezaban a pensar el abandonar a los españoles porque estos no se mostraban interesados en abolir la esclavitud, se negaban a unirse a los republicanos porque la población no combatiente seguiría en condición servil.
Debido a esto, cuando el grueso de los hispano-rebeldes llegaron a Le Cap Sonthonax decretó el 20 de agosto la abolición completa de la esclavitud en el Norte, ganándose el apoyo de los negros. Sin embargo, el coste fue la alienación de los blancos y mulatos cuando se proclamó lo mismo en el Oeste el 21 de septiembre. Dos días después Port-au-Prince es rebautizado como Port-Républicain. Hasta entonces, entre 10.000 y 20.000 blancos murieron en la rebelión servil y los sobrevivientes huyeron principalmente a los incipientes Estados Unidos; la población blanca casi desapareció.

## Segunda fase: 1793-1798

### Invasión británica a Haití
Desde Kingston, el 9 de septiembre, zarpa una flota encabezada por el buque insignia de 64 cañones HMS Europa (bajo las órdenes del capitán George Gregory), y conformada por el sloop francés capturado Goéland de 14 piezas (comandante Thomas Wolley) y la goleta Flying Fish (teniente coronel John Whitelocke); arribó diez días después a Jérémie sin encontrar resistencia con la intención de apoyar a los blancos monárquicos de Paul-Louis Dubuc. Whitelocke desembarcó con 700 soldados y tomó el puerto en nombre de su país. El 21 Ford y Whitelocke marcharon a Cap du Môle, llegaron a la siguiente jornada y convencieron a la guarnición, formada principalmente por irlandeses, de sumarse a sus fuerzas. El 4 de octubre los británicos intentan llegar a Cap Tiburon, en el extremo suroeste de la península homónima, pero al no encontrar los refuerzos realistas prometidos se retiraron.

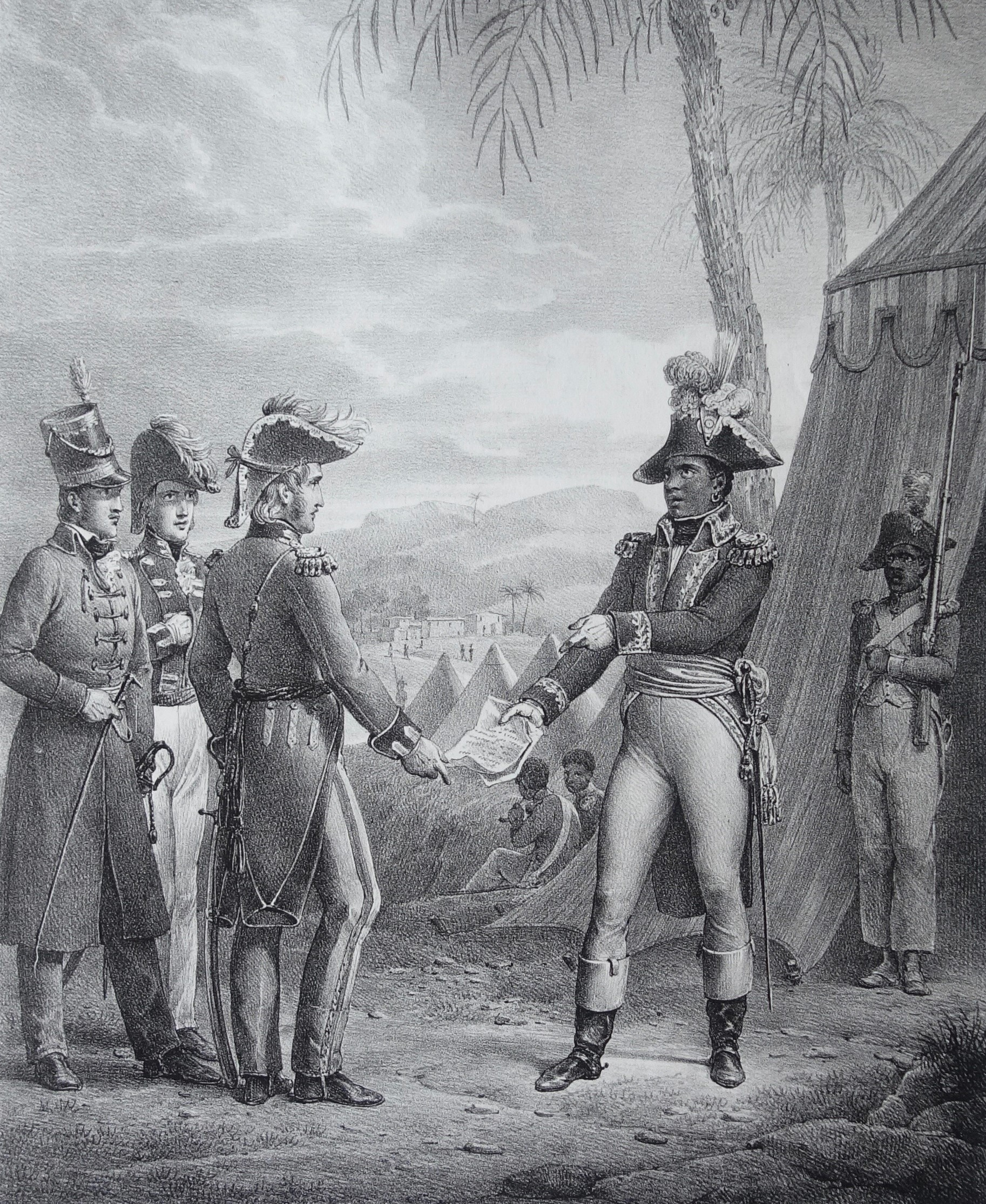
Louverture recibe a un general inglés, por Grenier de Saint-Martin Francisque (1793-1867), 1821.

El 2 de enero de 1794, tras recibir 800 refuerzos de Jamaica, Ford despachó a la fragata Penelope de 32 cañones, al mando del capitán Bartholomew Samuel Rowley, a Port-au-Prince para proponer la rendición de la capital colonial, pero la respuesta negativa hace que Rowley inicie el bloqueo del muelle. El 3 de febrero los británicos y monárquicos franceses toman Cap Tiburon encontrando poca resistencia. El 19 capturan el fuerte Acul. Gracias a esto el extremo occidental de la península de Tiburón quedaba en su poder. El 28 de enero un escuadrón a cargo del comodoro Gabriel de Aristizábal y Espinoza captura Bayahá, haciéndose con 1.031 prisioneros, 40 cañones, todo el arsenal y un pequeño puerto. El 3 de febrero el gobernador español, Joaquín García y Moreno, llega para establecer allí su base de operaciones contra Port-au-Prince y Le Cap.
Sin embargo, los republicanos reaccionaron. El 4 de febrero la Convención Nacional abolió oficialmente la esclavitud en todas las posesiones francesas ultra marítimas. Gracias a esto, el jefe negro Alou se une a Sonthenax en la defensa de Port-au-Prince durante marzo sólo para ser asesinado por su rival affranchi, Louis-Jacques Beauvais (fr). Hyacinthe también es asesinado por mulatos en esos meses. Poco después, el 15 de marzo estallan dos días de disturbios cuando los soldados republicanos libertos se amotinan y arrestan a Sonthonax, furiosos porque la abolición ponía fin a sus ventajas sobre los negros. En los combates muchos blancos no combatientes son asesinados. Pero más importante es que el brigadier Toussaint Louverture, un antiguo esclavo del hacendado Dominique Toussaint que consiguió su manumisión y se unió a los españoles al estallar la revuelta, abandona a los hispanos el 25 de junio con 4000 soldados para unirse al general de división Etienne Laveaux para luchar por la República contra los ingleses, españoles, realistas y mulatos. Laveaux había sido nombrado nuevo gobernador general el 14 de octubre del año anterior.
El 19 de mayo llegaba el brigadier John Whyte con tres regimientos para asumir el mando de las fuerzas británicas y de inmediato empieza a planificar el asalto de Puerto Príncipe. El 31 de ese mes inicia el ataque, una flota compuesta por los buques de guerra Europa, Irresistible (74 cañones a las órdenes del capitán John Henry), Belliqueux (capitán James Brine y 64 cañones) y Sceptre (capitán James Richard Dacres), 3 fragatas, 3 sloop y 12 transportes para 1465 soldados. Por tierra marchaba una columna de 1000 blancos realistas al mando del coronel y barón de Montalembert desde Léogâne, y 1200 libertos al mando del hacendado Jean-Baptiste Lapointe (para esa época muchos terratenientes poseían verdaderos ejércitos privados) desde Arcahaie. Los defensores son apenas 1200 mulatos. El asalto es interrumpido por un aguacero hasta el 3 de junio; ese día las fragatas Hermione (capitán John Hills) e Iphigenia (Patrick Sinclair) bombardean las posiciones francesas en Bernadou, distrayendo a los franceses mientras Whyte avanza por tierra. A la siguiente jornada la ciudad cae definitivamente en manos inglesas, mientras Sonthonax y Polverel huyen a Jacmel, pero poco después son capturados y son enviados a Londres 14 de junio (serán liberados a finales de año), al igual que Whitelocke, encargado de llevar las noticias de la victoria. Poco después, los monárquicos entraban en Saint-Joseph y Léogâne, aprovechando para vengarse despiadadamente de los republicanos hasta que los británicos imponen orden.
Al acabar aquel año de 1794 los ingleses controlan Jérémie, Cap Tiburon, Puerto Príncipe, Saint-Marc y Cap du Môle. Los republicanos controlan Les Cayes, Macaya, Petit-Goâve, Léogâne, Jacmel y Port-de-Paix y las islas de Tortuga y Gonâve. Los esclavos rebeldes controlaban las zonas montañosas del centro y norte del país, las áreas fronterizas con el Santo Domingo español y las ciudades de Le Cap y Gonaïves. Sin embargo, la ocupación británica estaba condenada: en los primeros dos meses perdieron 40 oficiales y 600 hombres en campaña, quedando reducidas sus tropas a 828 soldados, la mayoría enfermos por enfermedades tropicales. Peor, los habitantes de Saint-Domingue (blancos, mulatos y negros) se negaban a enrolarse en sus filas.
Mientras, Louverture rápidamente se hace con un importante territorio en la zona norte, los anglo-hispanos son diezmados por las enfermedades y sus aliados locales están más preocupados en mantener sus propios dominios. En la Navidad los británicos son forzados a retirarse de Cap Tiburon a Cap Dame-Marie por una fuerza francesa venida de Les Cayes.
Pronto, los mulatos empiezan a enfrentarse con sus aliados. En marzo de 1795 Rigaud y Beauvais reclaman que Léogâne quede bajo su autoridad. Como los ingleses se niegan, someten al fuerte Bizoton, cerca de la capital, a un asedio de dos meses. Port-Républiquen sufre la falta de agua cuando los negros de Cul de Sac cortan los suministros. Al final, los británicos reciben refuerzos y consiguen recuperar el control de los alrededores de la ciudad. El 22 de julio se firma el Tratado de Basilea entre Francia y España. Esta última, vencida en la guerra de los Pirineos, entrega Santo Domingo, la mitad occidental de La Española, a cambio de los territorios peninsulares ocupados por los franceses. Cuando la noticia de este cambio de soberanía llega a la isla en octubre se produce una emigración masiva. Más de 5000 familias son trasladadas a Cuba por el almirante Gabriel de Aristizábal y Espinosa.

#### Retirada británica
El gobernador general Laveaux era visto con sospecha por los mulatos, por su abierta simpatía por los negros recientemente manumisos. Debido a esto, el 20 de marzo de 1796 en Le Cap se produce un motín entre los mulatos y Laveaux es arrestado, pero Louverture reacciona de inmediato y marcha con 10 000 negros desde Gonaïves. Laveux es liberado y el 31 de marzo Louverture es nombrado teniente general, segundo al mando del gobernador, pero él es verdadero dueño de la colonia.
Mientras tanto, el 21 de marzo, los ingleses de Puerto Príncipe atacan Léogâne con los buques de guerra Leviathan (74 cañones, capitán John Thomas Duckworth), Swiftsure (74 cañones, capitán Robert Parker) y Africa (64 cañones, capitán Roddam Home), las fragatas Ceres (32 cañones, capitán James Newman) e Iphigenia (32 cañones, capitán Francis Farrington Gardner) y los sloop Cormorant (18 cañones, capitán Joseph Bingham), Lark (16 cañones, capitán William Ogilvy) y Sirène (presa francesa, 16 cañones, capitán Daniel Guerin). La fuerza terrestre se compone de 2000 casacas rojas y 1200 realistas al mando del mayor general Gordon Forbes. La ciudad había sido recapturada por los republicanos, que se habían atrincherado bien, pudieron rechazar el ataque y dañar gravemente al Leviathan y el Africa.
En cambio, en el sur estalla un conflicto entre negros y mulatos ese verano. Todo empezó cuando desembarcaron los tres nuevos comisionados civiles el 11 de mayo, uno de ellos era Sonthonax. Pocos meses después Laveaux es enviado de vuelta a Francia y Sonthonax queda al mando. Abiertamente favorables a las exigencias de los negros, ordenaron a los mulatos atacar a los ingleses. Así, Rigaud organizó un ataque con 1200 mulatos contra Cap Tiburon, resultando en un fracaso rotundo. Las cuatro columnas de su ejército fueron diezmadas y en la base de Les Cayes los oficiales mulatos empiezan a cuestionar el liderazgo francés, siendo arrestados. Rigaud volvió con 3000 a 4000 mulatos a la ciudad y se enfrentó a los negros para controlar la situación; durante los enfrentamientos los pocos blancos que quedaban en la ciudad fueron masacrados. Poco después, en junio, los españoles se retiran oficialmente de Saint-Domingue, pero los franceses no toman posesión.
Finalmente, temeroso del poder alcanzado por Louverture, Sonthonax empieza a conspirar con los mulatos para desplazarlo del mando. Sin embargo, el teniente general se enteró y obligó a Laveux y Sonthonax a abandonar la isla el 22 de agosto de 1797. Después de que en febrero de 1798 los negros de Louverture y 2000 mulatos de Pétion asediaran y masacraran a 300 milicianos negros realistas en fuerte La Coupe, los británicos se atrincheran en la capital. A mediados de marzo, diezmados por las enfermedades tropicales y las guerrillas, empiezan a negociar con Louverture, quien es el hombre más poderoso de Saint-Domingue. El brigadier Thomas Maintland acuerda la retirada el 23 de abril, realizada el 8 de mayo desde Port-au-Prince, Saint-Marc y Les Cayes con rumbo a Jamaica. A los británicos los acompañan casi todos los blancos y mulatos que quedaban, concentrándose en Môle-Saint-Nicolas bajo la protección de la Royal Navy para una eventual evacuación. El 31 de agosto esta finalmente se produce. Los ingleses habían movilizado 31.000 hombres para esta guerra y cerca de 23.000 perdieron la vida en Saint-Domingue. El 13 de junio Louverture firma un tratado secreto con EE. UU. y Reino Unido para que se mantengan al margen de los eventos internos de Saint-Domingue. A cambio, el caudillo negro se compromete a no exportar su revolución a las otras islas caribeñas; el miedo a esto había sido una de las causas principales de la ofensiva aliada.
Francia vuelve a intentar imponerse en Saint-Domingue enviando como nuevo gobernador general al conde de Hédouville y al comisionado civil Raimond. Estos llegan el 29 de marzo y son desplazados de las negociaciones por Louverture, empezando a conspirar con Rigaud en su contra e intentando desmovilizar a las milicias de negros. Esto permite a Louverture sublevar a los libertos del norte en su contra. El 23 de octubre son obligados a regresar a la metrópoli. Louverture ahora tiene un ejército de 51 000 efectivos, 3000 de ellos blancos. Rigaud veía en Louverture la única amenaza a su poder después de que sus negros habían obligado a la guarnición de Léogâne que mandaba Pétion a evacuar la ciudad, siendo ocupada el 14 de mayo. Saint-Domingue quedaba dividida entre los mulatos de Rigaud en el sur y los negros de Louverture en el norte.

## Tercera fase: 1799-1801

### Guerra civil haitiana (1799-1800)

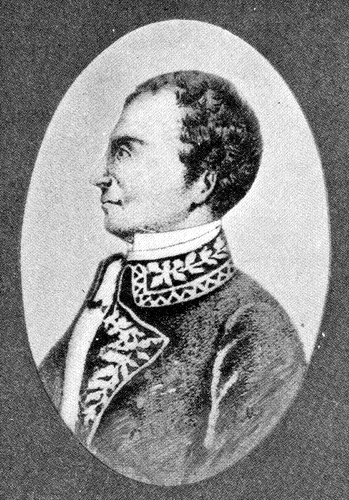
André Rigaud.

Después de la retirada definitiva de los británicos en 1798, al año siguiente comienza una guerra civil por el control total de Haití entre el negro Toussaint Louverture, que controlaba el norte del país, contra el mulato André Rigaud, que controlaba el sur. A esta lucha interna se la ha llamado también la guerra del Sur, que describe el enfrentamiento frontal entre ambos caudillos que deseaban el poder completo sobre la isla.
Rigaud temía a Louverture. Contaba con más 15 000 soldados, pero las fuerzas de su rival norteño lo sobrepasaban tres a uno. Las tensiones empezaron el 21 de febrero de 1799, cuando envió emisarios a la catedral de Port-Républican (antiguo Puerto Príncipe) para anunciar su intención de tomar Jacmel y Léogâne bajo su control. La guerra estalló entre el 15 y 16 de junio, cuando Petit-Goâve fue asaltada por los ejércitos meridionales y la mayoría de los negros residentes acabaron masacrados. Los mulatos rápidamente conquistaron Jacmel y Grand Goâve, pero la capital fue defendida tenazmente por la guarnición leal a Louverture. Además, la región norte contaba con un fuerte sentimiento negro y recibía el apoyo anglo-estadounidense.

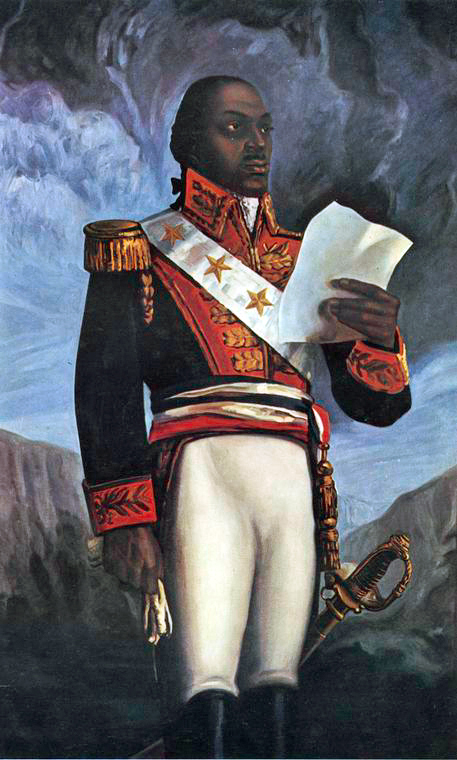
Toussaint L'Ouverture.

### Intervención estadounidense en la guerra civil
Si bien Haití se encontraba aún de forma nominal bajo la supervisión de Francia, sin embargo cabe mencionar que Toussaint Louverture actuaba de manera independiente de París, pues a pesar de la cuasi guerra que existía en ese momento entre Estados Unidos y Francia, Toussaint logró contactarse con el presidente estadounidense John Adams para negociar el restablecimiento del comercio entre Haití y Estados Unidos que se había visto afectada y suspendida después de la ceremonia de Bois Caiman que produjo luego el levantamiento general de los esclavos en agosto de 1791. 
Cuando comenzó la guerra civil haitiana en 1799, Toussaint pidió ayuda a los Estados Unidos para que la marina estadounidense intervenga en la guerra civil a su favor. En cambio Estados Unidos consideraba al mulato André Rigaud como un peligro para sus intereses comerciales con la isla, pues Rigaud tenía cierta simpatía hacia los franceses. Es así que para proteger a sus comerciantes y por ende también al comercio entre ambas naciones, Estados Unidos decide intervenir en la guerra civil haitiana, apoyando a las tropas de Toussaint y enviado a la fragata estadounidense USS General Greene.    
Después de consolidar su dominio en el norte a fines de octubre, Toussaint estaba haciendo preparativos para atacar el sur del país que se encontraba bajo el mando de André Rigaud. A principios de noviembre, Henri Christophe dirigió un ala del ejército negro contra Jacmel donde se enonctraban atrincherados los mulatos, y la otra ala fue comandada por el negro Jean-Jacques Dessalines que se dirigió a recuperar las ciudades de Grand Goâve y Petit Goâve. En octubre de 1799 el general Henri Christophe asedia a los mulatos de Rigaud en Jacmel, mientras Louverture avanza sobre la provincia meridional. Los mulatos haitianos se atrincheran y resistieron en la guarnición de Jacmel al mando de Alexandre Pétion.
Pero la ayuda de Estados Unidos desempeñó un papel importante en la ofensiva negra, pues el barco de guerra estadounidense USS General Greene comandada por el Capitán Christopher Perry, destruyó las barcazas merodeadoras y exploratorias de Andre Rigaud, transportó también a los negros de Toussaint desde el norte hasta al frente sur del país y finalmente procedió a bombardear las posiciones de las tropas de Rigaud en Jacmel, ayudando de esa manera con apoyo de fuego a los negros que sitiaban a lo mulatos en Jacmel Finalmente luego de estar asediados durante varios días sin alimento  y sufriendo de hambre, las tropas de Rigaud deciden evacuar la ciudad el 11 de marzo de 1800.
La guerra acaba en julio, cuando el general Jean-Jacques Dessalines entraba triunfante en Les Cayes. Durante el conflicto se producen muchas matanzas y se dan cientos de ejecuciones tras acabar las hostilidades, pues muchos mulatos eran sospechosos de conspirar a favor del retorno de Rigaud. Este último huyó para exiliarse en Francia. Unas diez mil vidas pudieron perderse durante el conflicto, también conocido como guerre du Sud, «guerra del Sur». Dessalines queda como gobernador del recién conquistado sur. El poder de Louverture sobre la mitad occidental de la isla queda asegurado.

### Primera invasión haitiana a Santo Domingo (1801)
Faltaba reclamar la parte oriental. Finalmente un ejército de 10.000 negros cruza la frontera al mando de su sobrino e hijo adoptivo, el general Hyacinthe Moïse, y llega ante las murallas de Santo Domingo el 25 de enero de 1801. El gobernador Joaquín García y Moreno apenas tenía 650 hombres para ofrecer resistencia y la mitad se cambia de bando en cuanto llegan los negros. Los criollos y refugiados franceses presentes en el fuerte de San Gerónimo y en la ciudad se rinden al día siguiente y se deja como gobernador de l'Est, «el Este», al hermano menor del teniente general, de unos cuarenta años, brigadier Paul Louverture. El caudillo es dueño de toda La Española, sin embargo, en octubre se descubre una conspiración para derrocarlo en Le Cap, encabezada por su propio sobrino; Louverture decide arrestarlo y ejecutarlo el 9 de noviembre.

## Cuarta fase: 1801-1804

### Invasión francesa a Haití
El primer cónsul Napoleón Bonaparte deseaba reimponer el dominio efectivo sobre la colonia, disputar el Caribe a los ingleses y crear un imperio colonial. Sin embargo, solo envió la expedición una vez que logró la paz con los británicos, el 1 de octubre, muy superiores navalmente. A cargo de la misma estaba su cuñado, Charles-Victoire-Emmanuel Leclerc, que zarpó de Brest el 14 de diciembre. La flota estaba al mando del almirante Louis Thomas Villaret de Joyeuse (fr) y contaba con 21 fragatas y 35 buques de línea. Poco después, fueron zarpando refuerzos desde Tolón (14 de febrero de 1802) a cargo del contralmirante conde Ganteaume (fr) y desde Cádiz (17 de febrero) dirigida por el contraalmirante conde de Linois. Desde Santiago de Cuba se unió el almirante Federico Gravina con barcos españoles.

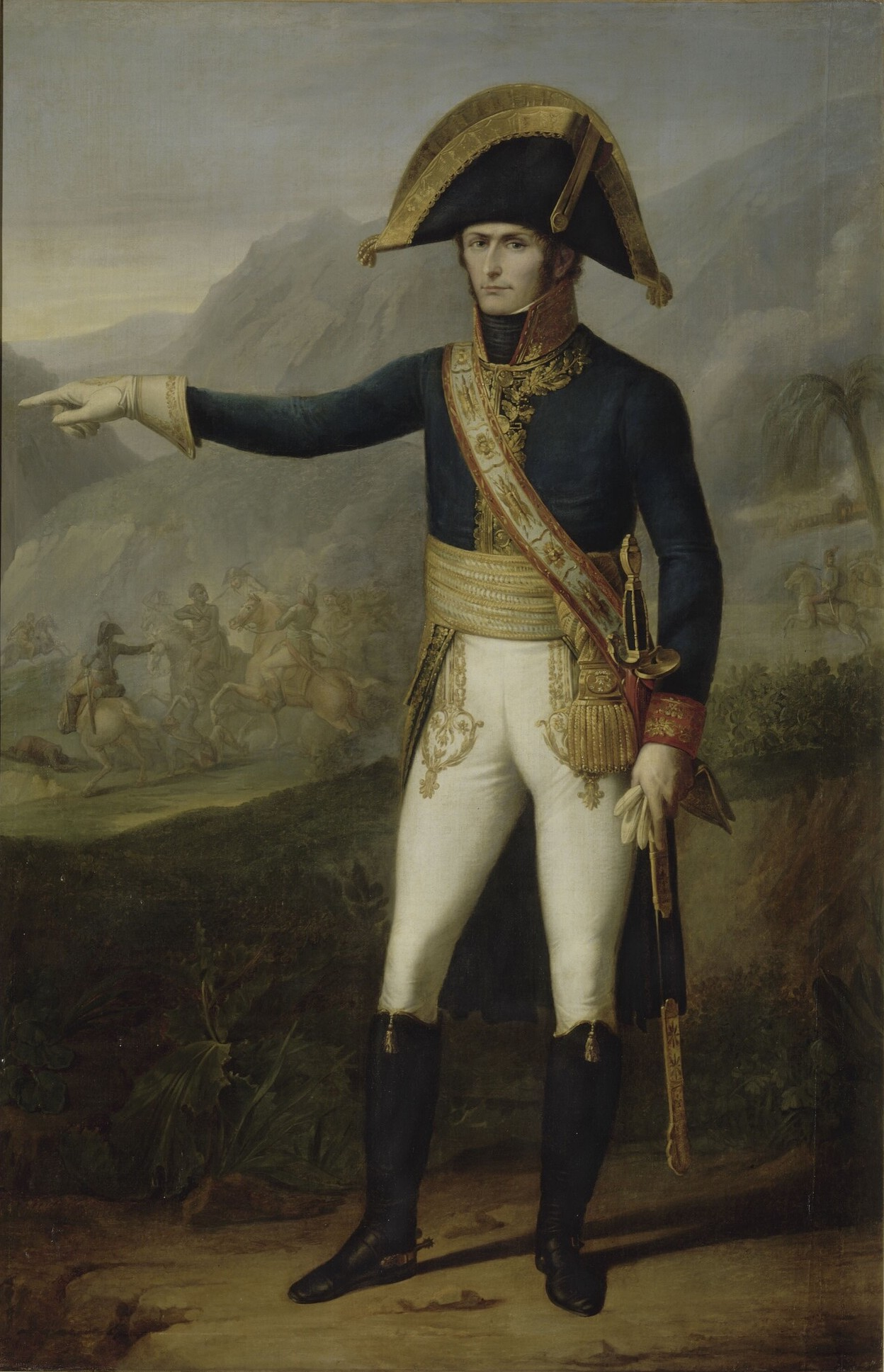
General de brigada del ejército francés Charles Victoire Emmanuel Leclerc (1772-1802), cuñado de Napoleón Bonaparte, fue enviado desde Francia hasta Haití al mando de la expedición militar francesa para recuperar dicha excolonia y restablecer nuevamente la esclavitud en la isla.

Los franceses estimaban las fuerzas de Louverture en 16 000 plazas (5000 en el norte, 4000 en el oeste, 4000 en el sur y 3000 en el este). En realidad posiblemente eran 25.000 regulares y 30.000 milicianos. Durante la revolución, más de 100 000 esclavos tomaron las armas. El plan era simple: 1000 soldados ocuparían el Santo Domingo español a las órdenes de Kerverseau, 3000 Puerto Príncipe (Boudet), 2000 Fuerte Delfín (Rochambeau) y 4000 El Cabo (Hardy).
Leclerc llegó a la bahía de Samaná el 29 de enero de 1802, seguido de cerca por un contingente del conde de La Touche-Tréville (fr). El 3 de febrero Villaret de Joyeuse y Gravina llegan a Le-Cap y asaltan la ciudad dos días más tarde. El 5 de febrero el general Jean Boudet (fr) desembarcó en Port-Repúblique desde barcos comandados por Leclerc y La Touche-Tréville. El 6 de febrero, el vizconde de Rochambeau (fr) atacó fuerte Dauphin. Tres días después el general Boudet tomaba Léogâne. El 11 de febrero Boudet envía a 2.000 soldados hacia Croix des Bouquet, entrando en ella sin encontrar resistencia. Dos días después el mismo general desembarca en Saint Marc con 2400 hombres, pero su flotilla (tres buques y la fragata Aigle) son dañados por las baterías en tierra. Posteriormente envía al coronel, el vizconde de Hénin (fr), a capturar Mirebalais y Trianon, misión que cumple en dos semanas, dejando el sur bajo completo control francés. A cargo del lado oriental estaba el general barón Kerverseau, de cincuenta y un años. El barón vencía el 16 de febrero a los rebeldes en Bayaguana y cuatro días después entraba en Santo Domingo, convirtiéndose en gobernador del Este.
En esos momentos, los 10 000 negros de Louverture y Christophe se dispersaron por el norte en pequeñas partidas mientras una guerrilla de 1500 rebeldes operaba a las órdenes de Dessalines en Crête-à-Pierrot. El 26 de abril Christophe se rinde con 1200 seguidores y el 6 de mayo Louverture pide la paz. Sin embargo, los franceses empiezan a ser diezmados por las enfermedades tropicales; pero no todas fueron buenas noticias para los rebeldes. El 7 de junio Louverture fue capturado por el general Brunet después de prometerle una tregua para negociar la paz. El líder negro fue enviado en el Héros al exilio. A finales del mes siguiente llegaron noticias que en Guadeloupe se había restablecido la esclavitud, los negros habían perdido la ciudadanía francesa y se restableció la importación de nuevos africanos. Esto atemorizó a la población y la puso contra los franceses. En menos de un mes el apoyo popular hizo recuperar a los rebeldes gran parte del territorio, mientras Leclerc intentaba atemorizar a los negros con masacres o ejecutarlos en crucifixiones y despedazamientos con perros. En octubre, Christophe se reintegró a los rebeldes y Pétion volvió del exilio. El vómito negro mató a Leclerc en la noche del 2 de noviembre en La Tortuga. Lo sucedió Rochambeau como gobernador general y comandante en jefe. Para entonces los franceses estaban atrincherados en las ciudades bajo su control.

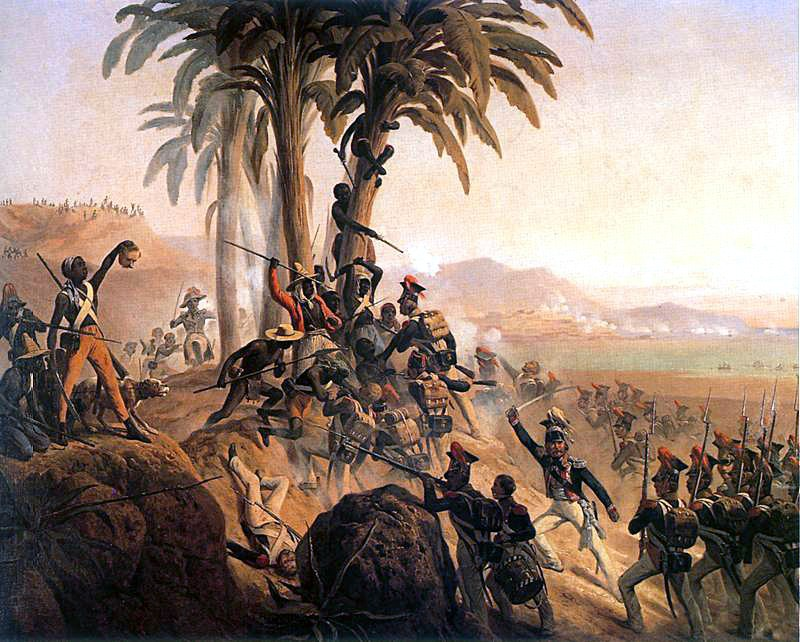
Batalla en Santo Domingo, cuadro de January Suchodolski sobre un choque entre tropas polacas al servicio de Francia y rebeldes haitianos.

El 16 de enero de 1803 los rebeldes tomaron Anse-à-Veau y poco después, una partida de 2000 negros asaltaron Cap Tiburon. Al mes siguiente, las milicias mulatas de Port Salut se sublevaron contra sus comandantes franceses. Poco después, Nicolas Geffrard (padre del futuro presidente haitiano Fabre Geffrard) y el coronel Laurent Férou (fr) asediaron Les Cayes. El 5 de marzo desembarcaron 1200 soldados franceses y polacos a las órdenes del general Jean Sarrazin (en). De inmediato, fueron enviados a liberar Les Cayes de su asedio, pero antes trataron de tomar Cap Tiburon, sufrieron 300 bajas y el vómito negro en Les Cayes.
Al comenzar junio, los británicos comenzaron a bloquear los puertos de Saint-Domingue, complicando aún más la situación de los franceses. Para agosto debieron evacuar Jérémie y el 3 de septiembre la guarnición de Saint-Marc, al mando del brigadier Hénin, prefirió rendirse al capitán James Walker del Vanguard y ser evacuado a Môle-Saint-Nicolas, evitando morir a manos de Dessalines. Cinco días más tarde, en Fuerte Dauphin, tras soportar el bombardeo del navío inglés Thesus, la guarnición que mandaba el general Dumont se rindió al capitán John Bligh y negoció ser evacuada a Le Cap.
Dessalines inició su ofensiva y tomó las posiciones francesas una por una hasta arrinconar a los franceses en Le Cap. El 18 de noviembre el general François Capois (fr) asaltaba con 15 000 soldados el fuerte de Vertières, y dejó la ciudad indefensa. Frente a la segura aniquilación, el vizconde decidió capitular con los 5000 supervivientes. La Royal Navy los evacuó a Jamaica.
De los 33c000 soldados, marineros y personal civil de la expedición (incluyendo los refuerzos recibidos) 29 000 murieron, principalmente por el vómito negro. Estas fuerzas incluyeron 5280 soldados polacos, de los que 4000 murieron en la guerra, 700 volvieron a Francia, 400 se quedaron en Saint-Domingue y algunas docenas huyeron a los EE. UU. o a otras islas caribeñas. Otras fuentes dicen que de 6000 polacos solo 330 volvieron a Francia.
Desde el inicio de la guerra hasta la rendición del vizconde la población de Saint-Domingue se había reducido de 520 000 a 350 000 personas. Según el historiador estadounidense Robert L. Scheina (n. 1941), la revolución habría costado la vida a 200 000 esclavos y libertos, 75 000 combatientes leales a Francia (40 000 entre 1802 y 1803), 45 000 leales a Gran Bretaña (13 000 por enfermedad entre 1793 y 1798) y 25 000 a 50 000 no combatientes europeos o criollos.

## Haití independiente
Finalmente, el Año Nuevo de 1804 se proclamó la independencia de Haití (o Ayiti) con Dessalines como gobernador vitalicio. La independencia de Haití tuvo como consecuencia la venta de Luisiana por parte de Francia a los Estados Unidos y fue el anticipo a las guerras de independencia hispanoamericanas. Fue conocida como la primera república negra y el primer país en abolir el sistema de esclavitud.

### Los primeros años
Entre sus primeras medidas destaca la masacre de los criollos blancos que quedaban en Haití. Entre 3000 y 5000 personas perdieron la vida y prácticamente apenas quedaron blancos en el país. Sin embargo, las potencias de esa época no reconocieron inmediatamente la independencia de Haití y no perdonaron la revolución de los esclavos; se le impusieron bloqueos económicos y no se ayudó al desarrollo del Estado (por ejemplo, los EE. UU. solo reconoció la independencia de Haití en 1862). El 8 de octubre Dessalines    se autocoronó emperador con el nombre de Jacobo I.
Los dos problemas principales de Dessalines involucran la economía y la seguridad nacional. Cuando Haití se independizó, el país estaba en bancarrota y en su mayor parte destruido como resultado de la guerra. Para recaudar fondos nacionales, creó un sistema laboral que implicaba el regreso de trabajadores no calificados a las plantaciones. Recibieron una cuarta parte de los ingresos que provenían de la exportación de sus productos. Pudo generar algo de riqueza a través de acuerdos comerciales clandestinos con las colonias circundantes gobernadas por naciones que tenían embargos en Haití. Este sistema fue odiado, ya que los trabajadores no querían regresar a las plantaciones, lo que contribuyó a la animosidad entre Dessalines y su gente. Sin embargo, Dessalines pudo obtener algunos ingresos nacionales y comenzó a reconstruir el país.
Dessalines abordó el tema de la seguridad nacional creando un elaborado sistema de fortalezas en todo el país. Los fuertes se construyeron en la cima de las altas montañas para que fueran de difícil acceso, y se podían enviar mensajes a los fuertes vecinos sobre un ataque inminente. Dessalines hizo que la mayoría de las principales ciudades y centros comerciales se trasladaron al interior del país, y dejó pueblos costeros que podrían incendiarse para desanimar a los franceses si fueran a invadir. Entre 15 000 y 30 000 hombres se alistaron en su ejército. En 1805, Dessalines y Christophe intentaron organizar una campaña militar que eliminaría las influencias francesas en la parte oriental de la isla. La campaña fue un fracaso y resultó en la destrucción de múltiples ciudades dominicanas, Moca, Santiago, Monte Plata, San Pedro de Macorís y Cotuílo que finalmente generó desconfianza entre Santo Domingo y Haití.
A pesar de obtener la independencia de su país, Dessalines todavía estaba muy preocupado por la trata de esclavos que ocurría a su alrededor. En su constitución, dictaminó que cualquier esclavo y oprimido que aterrizara en Haití recibiría la ciudadanía de inmediato, y comenzó un programa que involucra la emigración afrodescendiente a Haití. En 1806, un revolucionario venezolano, Francisco de Miranda, aterrizó en Haití para obtener asilo. En la ciudad de Jacmel, creó lo que se convertiría en la bandera de la Gran Colombia, utilizando proporcionalmente las bandas azul y roja en honor a Haití. Dessalines se aseguró de que lo enviaran de regreso con armas y municiones para luchar contra los españoles, solo pidiendo la liberación de los esclavos a cambio.

### La guerra civil

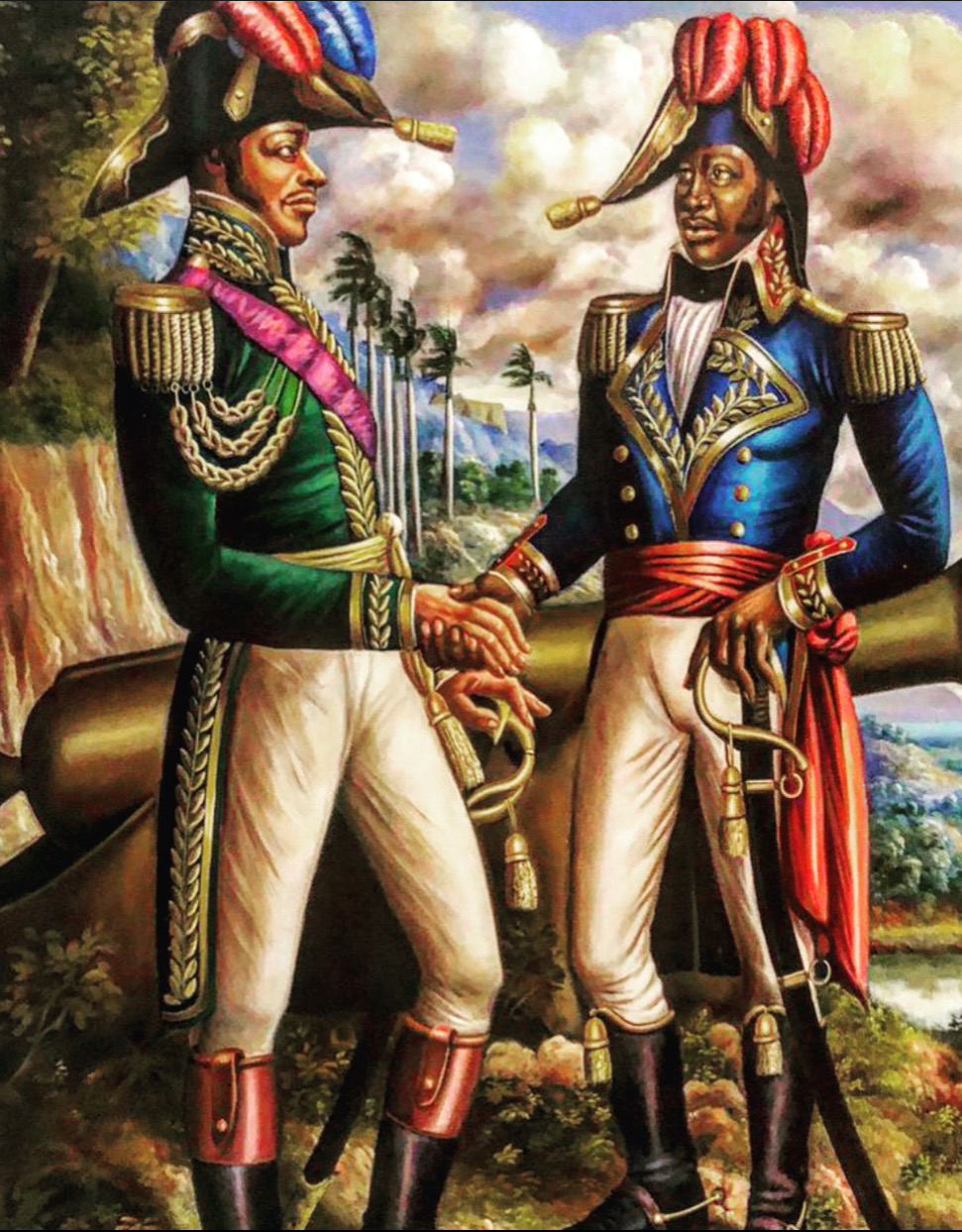
Alejandro Pétion et Henrique Christobo

La animosidad de los trabajadores y las élites mulatas culminó en una conspiración que resultaría en el asesinato de Dessalines. A pesar de que Christophe fue el favorito para ser el sucesor de Dessalines, el general mulato Pétion fue nombrado presidente de la nación. Frustrado, Christophe se fue al norte y proclamada el Estado de Haití y se hizo elegir su presidente el 17 de febrero de 1807. En respuesta, Pétion se proclamó presidente de la República de Haití el 9 de marzo de 1807, iniciándose una guerra que duró hasta 1810. La capital norteña fue Milot, aunque después pasó a Cap-Haïtien (Le Cap). El 28 de marzo de 1811 Christophe estableció el Reino de Haití con sí mismo como el rey Enrique I. Había grandes diferencias entre Pétion y el gobierno de Christophe. La región sur, gobernada por Pétion, tenía leyes laborales más relajadas y leyes liberales de distribución de tierras. Pétion fue muy laissez-faire en las políticas públicas, lo que le valió el título de papa bon coeur, o en español, «padre de buen corazón». Por el contrario, Christophe se centró en el desarrollo nacional. Modeló un sistema laboral muy parecido a Dessalines, que generó muchos ingresos para su reino a través del comercio con las colonias británicas y los Estados Unidos. Hizo mucha inversión en obras públicas y educación. Pudo reconstruir y revitalizar gran parte de la región norte. Terminó un proyecto iniciado por Dessalines, la Ciudadela de Laferrière, que se convirtió en la fortaleza más grande del hemisferio occidental y ahora se considera un sitio del patrimonio de la UNESCO. Christophe también vivió muy generosamente y construyó docenas de casas de campo y palacios en las llanuras del norte, siendo el más famoso el Palacio de Sans Souci. Fue conocido como el «rey constructor» de Haití. El norte era relativamente más rico que el sur. Desafortunadamente, esto se logró mediante el modelado del temido sistema laboral de Dessalines, que finalmente condujo a su impopularidad y desaparición. Su reino duró hasta una revuelta palaciega el 8 de octubre de 1820, donde acabó quitándose la vida. Su hijo, Jacques-Victor Henri de Haití, fue asesinado diez días más tarde. En diciembre de 1810 Rigaud volvió a Haití y se autoproclamó presidente del departamento Sur, enfrentándose a Pétion, pero murió el 18 de septiembre siguiente en Les Cayes y el territorio fue reconquistado fácilmente.

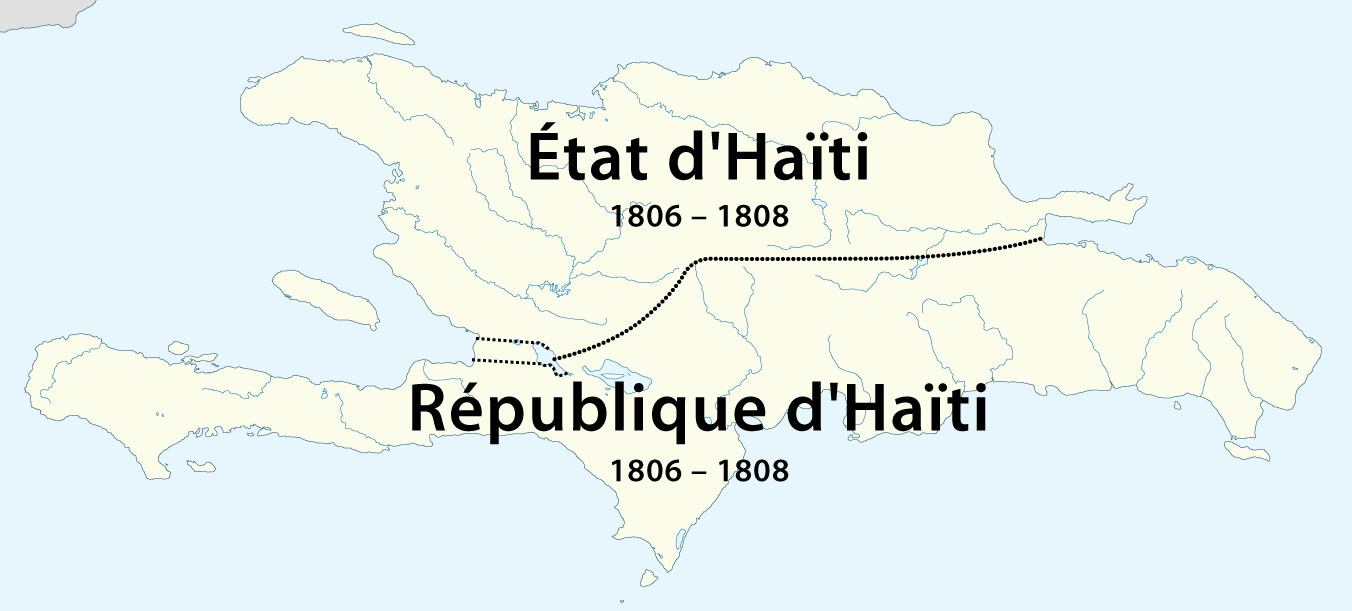
Mapa de La Española entre 1806 y 1808.

Pétion dio su apoyo a Simón Bolívar, financiando la expedición de los Cayos. En 1816 se proclama presidente vitalicio y cierra el Senado, pero dos años después muere y es sucedido por su protegido: Jean-Pierre Boyer. Este recupera el control del norte haitiano tras morir Christophe en 1820 y unifica toda la isla después de la Independencia efímera, después de acuerdos con el gobernador del Estado Independiente de Haití Español que duró hasta 1844, cuando los dominicanos declararon la independencia. Esto marcó el final de la era posterior a la independencia.

## Impacto en el mundo atlántico
Haití representaba una enorme amenaza para el sistema colonial en el Nuevo Mundo. Decenas de levantamientos surgieron como resultado de la independencia de Haití. Esto incluyó a los Estados Unidos, Cuba, Jamaica, Santo Domingo, las Antillas francesas y Brasil. En 1811, un refugiado haitiano lideró un levantamiento de 200 esclavos en la ciudad estadounidense de Nueva Orleans, quemando múltiples plantaciones. Las revoluciones de Nat Turner y John Brown se inspiraron en los acontecimientos que se desarrollaron en Haití. Muchos estados adoptaron leyes más estrictas y restrictivas sobre sus poblaciones de esclavos, lo que creó más presión entre los criollos blancos y negros. La revolución haitiana también destruyó los planes de Napoleón de invadir América del norte y reclamar los Estados Unidos como parte de nueva Francia. La revolución asustó a los propietarios de esclavos en todo el mundo, provocando embargos intermitentes de Haití durante todo el siglo XIX. El presidente estadounidense, Thomas Jefferson, propietario de esclavos, se aseguró de que Estados Unidos bloqueara las imponentes influencias de Haití, afirmando que quería que la nación fracasara.

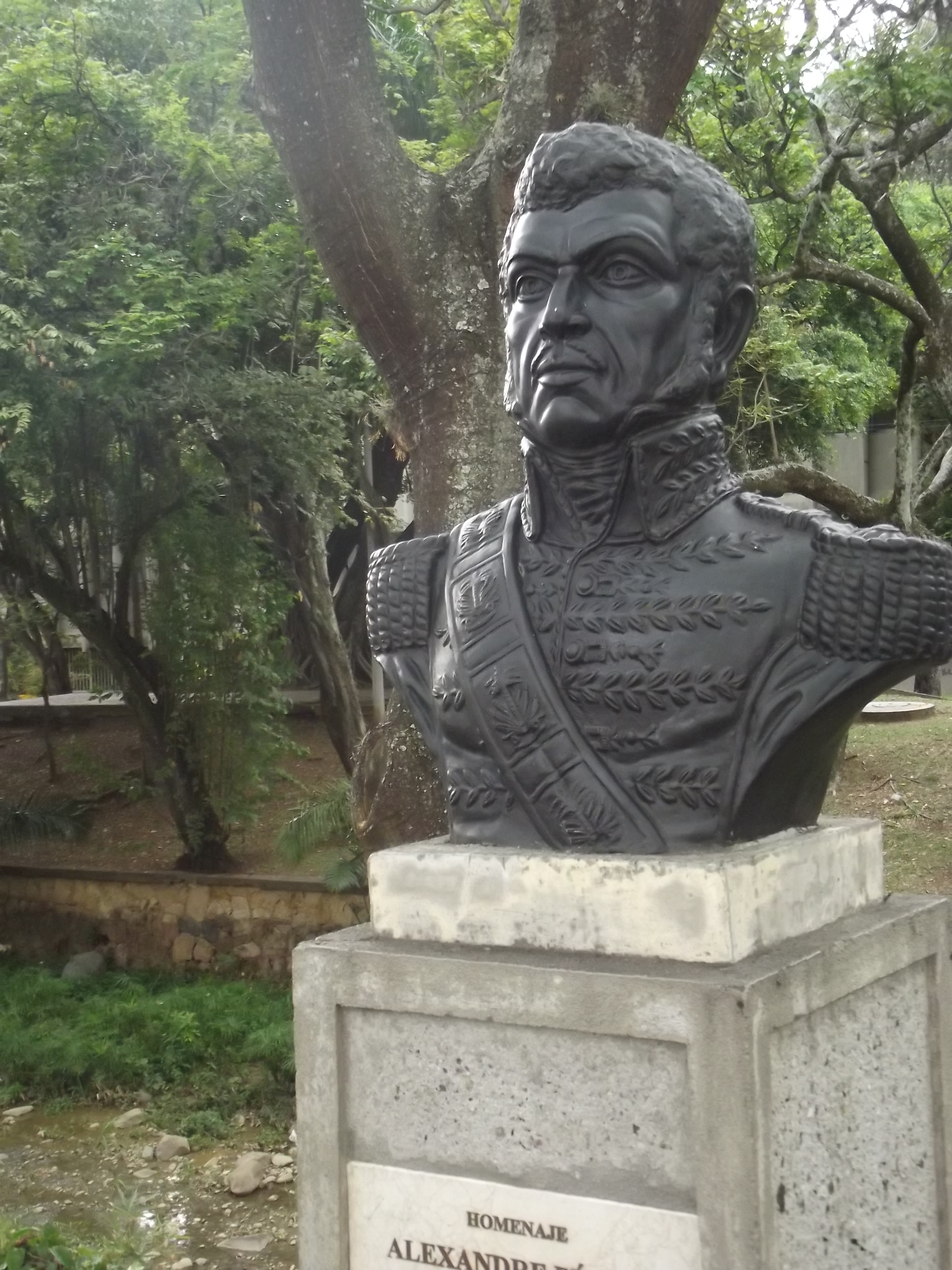
Busto de Alejandro Petion, conocido como el "Padre del Panamericanismo"

Si bien Haití sufrió importantes reveses económicos durante los primeros años de la era posrevolucionaria, los ideales de libertad y anticolonialismo nunca dejaron de ser parte de la conciencia haitiana. Se ofreció la ciudadanía a cualquier esclavo o persona oprimida que llegará a las costas de Haití según lo dispuesto por la constitución de Dessalines. Ofreció asilo y armas a los esclavos en Martinica y Guadalupe para que pudieran iniciar sus propias rebeliones. Los cuatro gobernantes anteriores de Haití, Dessalines, Christophe, Petion y Boyer tenían programas que involucran a los afroamericanos para que se asentaron allí y aseguran su libertad. Los barcos de esclavos que fueron capturados y llevados a las costas de Haití resultaron en la liberación e integración de todos los cautivos a bordo en la sociedad haitiana. En una ocasión, el presidente Alexandre Pétion protegió a los esclavos jamaicanos de la re-esclavitud después de que escaparon de su plantación y desembarcaron en la ciudad sureña de Jérémie. En múltiples ocasiones, los líderes de Haití ofrecieron asilo a los revolucionarios liberales a nivel mundial. Uno de los ejemplos más notables de esto fue la participación de Haití con la Gran Colombia, donde Dessalines y Petion ofrecieron ayuda, municiones y asilo a Francisco de Miranda y Simón Bolívar, que aterrizó en Los Cayos, incluso llegaron a acreditar a Haití por la liberación de su país. Los nacionalistas mexicanos Javier Mina y José Joaquín de Herrera tomaron asilo en Los Cayos y fueron recibidos por Pétion durante la Guerra de Independencia de México. Los griegos recibieron más tarde el apoyo del presidente Boyer durante su lucha contra los otomanos. Las contribuciones de Haití al movimiento anticolonial fueron indispensables.
Muchos otros revolucionarios liberales se inspiraron en la independencia de Haití, incluidos José de San Martín, José Martí de Cuba y Ramón Emeterio Betances. Muchos activistas afroamericanos utilizaron Haití como inspiración para su defensa de los derechos civiles, como Malcolm X y Frederick Douglas.